# New Utopia
New Utopia, tên chính thức là Công quốc New Utopia (tiếng Anh: Principality of New Utopia), là một vi quốc gia tuyên bố chủ quyền đối với bãi Misteriosa, một bãi ngầm dưới đáy biển Caribe ngoài khơi quần đảo Cayman. Tại đây, công quốc hy vọng sẽ xây dựng các công trình nhô lên trên mặt nước. New Utopia được thành lập lần đầu tiên vào ngày 13 tháng 4 năm 1999 bởi doanh nhân người Mỹ Howard Turney ("Hoàng tử Lazarus"); dự án gần đây đã được khôi phục (vào đầu năm 2017).

## Lịch sử
Dự án được thành lập vào năm 1995 khi Howard Turney (về sau đổi tên thành Lazarus Long), người sáng lập của New Utopia, phát hiện một bãi ngầm vô chủ ở biển Caribe. Sau đó, ông đã đệ đơn lên Liên Hợp Quốc về tuyên bố chủ quyền của mình đối với khu vực này. Long đã huy động được tới 100 triệu đô la từ các nhà đầu tư từ khắp nơi trên thế giới, phần lớn đến từ Hoa Kỳ.
Sau đó, Ủy ban Giao dịch và Chứng khoán Hoa Kỳ (SEC) gọi New Utopia là một "kế hoạch Internet lừa đảo trên toàn quốc", và cho rằng Long đã đưa ra "các thông tin sai lệch và thiếu sót nghiêm trọng liên quan đến tình trạng xây dựng của dự án, các công ty liên quan đến dự án, sự an toàn của khoản đầu tư và việc điều tra của Ủy ban đối với các hoạt động của ông ta." Tiếp đó, cơ quan này đã kiện Long. Dù vậy, ông vẫn cố gắng tài trợ cho New Utopia, một nơi mà chính phủ không thể cho phép ông làm gì và không được làm gì. Nhưng vào năm 1999, SEC đã đóng cửa việc chào bán trái phiếu của ông vì trái phiếu không được đăng ký với họ.
Lazarus Long qua đời vào tháng 4 năm 2012. Dự án New Utopia đã được tái khởi động vào đầu năm 2017 bởi Elizabeth Henderson, con gái của Lazarus Long, đặt mục tiêu hoàn thành dự án vào năm 2021.

## Cấu trúc
Mô hình xã hội và hệ thống thương mại của New Utopia sẽ là siêu tư bản, được mô phỏng theo các bài viết của Ayn Rand, Napoleon Hill, Robert Heinlein, Dale Carnegie và Adam Smith. Long cũng hứa rằng quốc gia nhỏ bé này sẽ có một phòng khám tốt hơn Bệnh viện Mayo, một sòng bạc được mô phỏng theo sòng bạc Monte Carlo, và một "spa sang trọng tối thượng". Cư dân sẽ sống tại một trong 642 căn hộ và chung cư sẽ được xây dựng. Nó sẽ là một thiên đường thuế, với tất cả các dịch vụ được trả bằng mức thuế 20% đối với hàng tiêu dùng nhập khẩu.